# Clara Horton
Clara Horton (Brooklyn, 29 de juliol de 1904 – 4 desembre de 1976) va ser una actriu que va desenvolupar la seva carrera en el cinema mut.

## Biografia
Clara Horton, també coneguda com a Baby Clara Marie Horton, va néixer a Brooklyn el 29 de juliol de 1904. filla de Leroy Horton and Gertude Wilcox. A l'edat de cinc anys va anar a l'escola i les seves actuacions com a ballarina en els festivals de l'escola van cridar l'atenció d'un productor que li va pagar un curs de dansa per després contractar-la en l'obra "Jack and the Bean-Stalk”. Amb aquesta obra i després amb “Cinderella” va recórrer els Estats Units.
Un dia es va presentar amb la seva mare als estudis Éclair American a Fort Lee i va ser contractada com a actriu infantil que interpretava tant papers de nena com de nen. La seva primera pel·lícula va ser "Because of Bobbie "(1912). De fet, es va convertir en un rostre tan reconegut i popular que se li va donar el sobrenom de "The Eclair Kid". El 1914, després de l'incendi dels estudis Éclair a Fort Lee, es va traslladar a Tucson amb la Ideal Motion Picture Company i posteriorment a Hollywood amb la companyia infantil “Ideal Kiddie".
Als 15 anys va interpretar el seu primer rol com a protagonista a la pel·lícula "The Girl from Outside". Els seus papers més recordats són “Tom Sawyer” (1917) i la continuació de 1918, “Huck i Tom” on Clara interpretada el paper de Becky Thatcher, la núvia de Tom Sawyer, interpretat per Jack Pickford.
A mitjans dels anys 20 es va casar amb Hyman Brand i al 1924 va deixar el cinema amb la intenció de portar una vida familiar però a l'octubre del 1925 va anunciar el seu retorn. Amb l'aparició del cinema sonor ja quasi no va intervenir en cap pel·lícula. El 1929 va tenir un fill, Donald. La parella es va divorciar i, el 1943, Clara es va tornar a casar amb Edwin Laufer amb qui va viure fins a la seva mort. Va morir el 4 de desembre de 1976 a Encino (Califòrnia).

## Filmografia
Entre parèntesis s'indica l'any d'estrena de la pel·lícula

### Pel·lícules per a l'Éclair
- Because of Bobbie (1912)
- Dolls (1912)
- The Passing Parade (1912)
- Filial Love (1912)
- The Homecoming (1912)
- Making Uncle Jealous (1912)
- The Darling of the Mounted (1912)
- The Bonnie, Bonnie Banks o’Loch Lomond (1912)
- The Return of Lady Linda (1913)
- The Detective's Santa Claus (1913)
- The Spectre Bridegroom, (1913)
- The Little Mother of Black Pine Trail (1913)
- For His Child's Sake (1913)
- The Crimson Cross (1913)
- For Better or for Worse (1913)
- The Sons of a Soldier (1913)
- A Wise Judge (1913)
- The Key (1913)
- The Faith Healer (1913)
- The Trail of the Hanging Rock (1913)
- Clara and Her Mysterious Toys (1913)
- Thirteen at Table (1913)
- The Banker's Daughter (1913)
- A Puritan Episode (1913)
- Why Aunt Jane Never Married (1913)
- Big Hearted Jim (1913)
- A Son's Devotion (1913)
- The Governor's Veto (1913) – sense acreditar
- Coming Home (1914)
- Just Kids  (1914)
- At the Court of Prince Make Believe (1914)
- The Slippery Spy (1914)
- In an Old Trunk (1914)
- Grandfather's Romance (1914)
- Willie and the Muse (1914)
- Auntie's Money Bag (1914)
- The Greatest of These (1914)
- The Dupe  (1914)
- In the Days of Old  (1914)
- The Violinist (1914)
- The Wondrous Melody (1914)
- A Friend in Need (1914)
- The Higher Impulse (1914)
- The New Dress (1915)
- The Answer (1915)
- A Bit o' Heaven (1915)
- The Long Shift (1915)
- A Soul's Tragedy (1915)
- The Little Band of Gold (1915)

### Llargmetratges
- The Vengeance of Guido (1915)
- Under the Lion's Paw (1916)
- Us Kids (1915)
- The Plow Woman (1917)
- Tom Sawyer (1917)
- Huck and Tom (1918)
- The Whirlwind Finish (1918)
- The Yellow Dog (1918)
- The Winning Girl (1919)
- In Wrong (1919)
- Almost a Husband (1919)
- In Wrong (1919)
- The Girl from Outside (1919)
- Everywoman (1919)
- The Little Shepherd of Kingdom Come (1920)
- Blind Youth (1920)
- It's a Great Life (1920)
- The Heart of a Woman (1920)
- Nineteen and Phyllis (1920)
- Prisoners of Love (1921)
- The Servant in the House (1921)
- The Light of the Clearing (1921)
- Action (1921)
- Penrod (1922)
- The Motive (1922)
- Mind Over Motor (1923)
- Fighting Blood (1923)
- The Knight in Gale (1923)
- Six Second Smith (1923)
- Two Stones with One Bird (1923)
- Some Punches and Judy (1923)
- Gall of the Wild (1923)
- The Knight That Failed (1923)
- Christopher of Columbus (1923)
- A Grim Fairy Tale (1923)
- The End of a Perfect Fray (1923)
- When Gale and Hurricane Meet (1923)
- Judy Punch (1923)
- Wrongs Righted (1924)
- Makers of Men (1925)
- Oh, Bridget! (1925)
- The Wheel (1925)
- Speed Madness (1925)
- All Around Frying Pan (1925)
- Winning the Futurity (1926)
- The Broadway Gallant (1926)
- Beyond the Trail (1926)
- The Fortune Hunter (1927)
- The Fightin' Comeback (1927)
- Sailor Izzy Murphy (1927)
- Stepping on the Gas (1927)
- Taxi (1932) – sense acreditar
- Bengal Tiger (1936) – sense acreditar
- Girls on Probation (1938) – sense acreditar
- Who Is Hope Schuyler? (1942) – sense acreditar
- Just Off Broadway (1942) – sense acreditar
- Time to Kill (1942) – sense acreditar